# 16037 Шіхен
16037 Шіхен (16037 Sheehan) — астероїд головного поясу, відкритий 10 квітня 1999 року.
Тіссеранів параметр щодо Юпітера — 3,131.